# 職業軍人
職業軍人（しょくぎょうぐんじん）は、陸軍・海軍・空軍・海兵隊など軍隊に所属し、軍隊の業務を正式な職業とする軍人である。対義語は募兵。

## 概要
徴兵制度や志願により兵となり任期満了後に採用試験を経て軍人として任官された者、軍人の採用試験を経て任官された者、採用後に士官学校などを経て尉官、佐官、将官となる者を指す。
職業軍人の概念は徴兵制度同様に古く、最古は、紀元前の共和政ローマにおけるガイウス・マリウスの軍制改革で、過酷な訓練にも耐えて結束力の高いプロの戦闘集団を編成した事例などがある。戦争が近代化して兵器が高度化すると、志願兵による職業軍人のみでは対応困難な事例が発生し、兵役義務を課して国民を動員する国家があらわれた。徴兵制は古くから存在し、第2次世界大戦後も徴兵制度を採る国家があるが、国民皆兵による徴兵制の魅力が薄れ、職業軍人のみで構成する軍隊を組織する国が多くなった。

## 特徴
徴兵と異なり徴兵期間に囚われず、基本教練、格闘や射撃など戦闘技術に加えて、軍事学、軍事的リーダーシップなど高度な軍事教育を施して各分野のプロフェッショナルとして養成する。
第二次世界大戦後、軍用機・戦車・軍事用電子機器、対戦車ミサイルなどの兵器は技術革新や専門分化が著しく、兵器運用の必要人員は減少した。兵員は兵器の運用技術や知識が必須となり、多くは1年から3年間程度勤務する徴集兵の養成経費は増大した。歩兵は半年、パイロット (航空)は数年、グリーンベレーやSASなど諜報、偵察、急襲を任務とする特殊部隊は2 - 5年程度をそれぞれ要する。現代は兵士の数よりもハイテク兵器の使用と高度な教育を受けた軍人が有利とされ、徴兵制はそぐわないと判断して採用による志願制のみとする事例が先進国を中心に増えている。
アメリカは、職業軍人として定年まで勤めた者、戦闘で負傷して退役した傷痍軍人、名誉除隊した退役軍人は、名誉除隊証書交付、年金、教育援助、住宅ローン優遇などの福利厚生制度がある。

## 現在
現代は職業軍人を前提に、航空機の操縦士、特殊部隊、狙撃兵、斥候、エンジニア（工兵）など、特定の任務や技術に特化した専門職軍人を教育して運用する。
アメリカ同時多発テロ事件の報復侵攻の際に、グリーンベレーが最大の反タリバン勢力である北部同盟に近代戦術の訓練を施すなど、現地の敵対勢力に対抗するゲリラと協力関係を築いて近代戦術の訓練を施す例もある。